# Valley Parade
Valley Parade, también conocido como Coral Windows Stadium por motivos de patrocinio, es un estadio de fútbol ubicado en la ciudad de Bradford en Inglaterra, Reino Unido. Fue construido en 1886 y fue la sede del Manningham Rugby Football Club hasta 1903, cuando el equipo dejó de practicar rugby league y cambió su actividad principal al fútbol, convirtiéndose en el Bradford City. Desde entonces Valley Parade ha albergado los encuentros de local del club, aunque el estadio es propiedad del fondo de pensiones del expresidente de la institución Gordon Gibb. Valley Parade también ha acogido los partidos de local del Bradford (Park Avenue) por una temporada y del equipo de rugby league Bradford Bulls por dos temporadas, así como también algunos encuentros de las selecciones menores de Inglaterra.
El arquitecto Archibald Leitch fue el encargado de la remodelación del estadio cuando el Bradford City subió a la First Division —máxima categoría del fútbol inglés— en 1908. Desde entonces, el estadio no experimentó mayores cambios hasta el 11 de mayo de 1985, cuando un fatal incendio en una de las tribunas provocó la muerte de 56 seguidores del equipo y al menos 256 heridos. Tras la tragedia, se llevó a cabo una remodelación de £2,6 millones y fue reabierto en diciembre de 1986. Durante los años 1990 y 2000 el estadio sufrió nuevos cambios y desde entonces tiene una capacidad para 25 136 espectadores. La mayor cantidad de público que llegó al estadio fue en 1911 en un partido de la FA Cup que resultó en empate entre Bradford City y Burnley cuando llegaron 39 146 espectadores, siendo el récord de asistencia más antiguo de Inglaterra en un estadio de la Football League.

## Historia
El Manningham Rugby Football Club, fundado en 1876, originalmente disputaba sus partidos como local en Cardigan Fields, que se ubicaba en el sector de Carlisle Road, Bradford. Cuando ese estadio fue vendido para la construcción en su lugar del colegio Drummond School, el equipo comenzó a buscar un nuevo lugar para poder jugar. Es así como el club compró un tercio del sitio en donde se encuentra el estadio de Valley Parade, en el sector de Manningham, y consiguió en arriendo a corto plazo los dos tercios restantes, antes del comienzo de la temporada 1886-87. Los nuevos estadio y camino construidos para poder acceder al sitio adoptaron el nombre de Valley Parade, derivado de una escarpada ladera ubicada cerca de Manningham, y que era como se conocía localmente al lugar, en donde previamente había funcionado una cantera, y que formaba parte de un gran terreno de propiedad de la Midland Railway Company.
El club desembolsó £1400 en la contratación de diseñadores para supervisar la excavación y la nivelación del terreno, y trasladó una gradería de un año de antigüedad desde Carlisle Road a la parte más alta del nuevo estadio. En un principio, Valley Parede comprendía la gradería relocalizada, otra gradería con capacidad para millones de espectadores con los camarines para los jugadores debajo de esta; la cancha de juego, que estaba hecha de balasto, cenizas, tierra y césped; una pista de atletismo de ceniza y una cerca para limitar la capacidad total del recinto para 18 000 espectadores. El estadio fue inaugurado oficialmente el 27 de septiembre de 1886 en un encuentro del Manningham contra Wakefield Trinity.

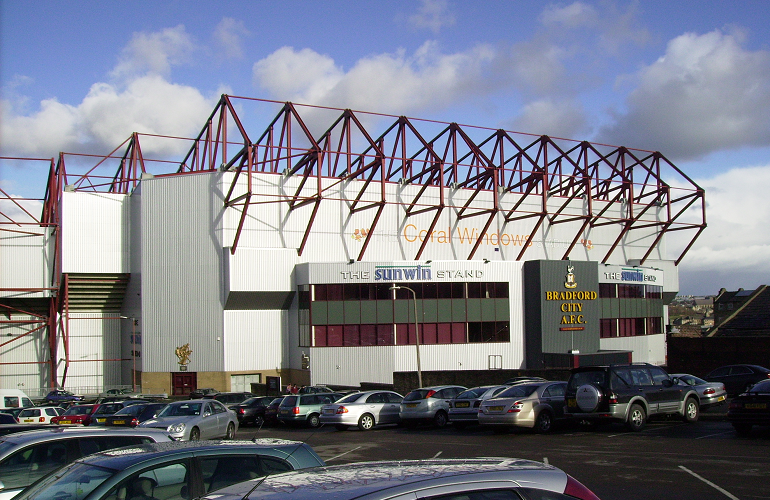
La tribuna principal del estadio en 2008.

El Manningham continuó jugando en el estadio hasta 1903, cuando problemas financieros causados por un descenso llevaron a los dirigentes del club a cambiar la disciplina principal del club de rugby league a fútbol. El primer encuentro de fútbol jugado en Valley Parade fue un amistoso entre jugadores del condado de Yorkshire del Oeste y el Sheffield United ganador de la FA Cup de 1903 el 6 de abril de ese mismo año, encuentro que fue organizado para estimular el interés en el deporte en Bradford, atrayendo finalmente a 8000 espectadores. El nuevo club de fútbol, Bradford City, fue elegido para participar de la Second Division de la Football League —segunda categoría del fútbol inglés— al mes siguiente, y su primer juego en Valley Parade fue el 5 de septiembre de 1903 frente al Gainsborough Trinity, con una asistencia de 11 000 espectadores. Como resultado de las primeras alteraciones hechas en 1897, los jugadores del City originalmente se cambiaban de ropa en un galpón que estaba atrás de una de las graderías del estadio, y los equipos visitantes usaban los viejos vestidores del equipo de rugby que estaban atrás del cercano hotel Belle Vue Hotel. No obstante, luego de la derrota por 1:5 del City por parte del Manchester United el 10 de febrero de 1906, el jugador del United Bob Bonthron fue atacado cuando dejaba el estadio. Como resultado, la Asociación de Fútbol de Inglaterra cerró el campo por 14 días, ordenando al Bradford City a cambiar sus camarines a las cercanas Artillery Barracks para la temporada 1906-07.
Luego de que Bradford City ganara el campeonato de la Second Division en la temporada 1907-08, el club aceleró el plan de reconstrucción del estadio para preparar el debut del equipo en la First Division. El arquitecto escocés Archibald Leitch fue el encargado de diseñar una nueva tribuna al frente de la tribuna principal, que fue construida en 1908 y que contaba con una capacidad para 5300 espectadores, y construir un Spion Kop en el lado norte del estadio, además de una tribuna con capacidad para 8000 espectadores en el extremo de la calle Midland Road. Trabajos adicionales se hicieron para bajar los pasamanos, levantar barreras, cambiar a una nueva ubicación la cancha y añadir nuevos torniquetes. Los camarines también se cambiaron de ubicación, y se construyó un túnel entre los cuartos debajo del Kop a través del lado donde estaba la tribuna principal. El proyecto total, que dejó al estadio con una capacidad para 40 000 espectadores, costó £9958 y finalizó a mediados de la temporada 1908-09. El primer partido luego de finalizada la reconstrucción se llevó a cabo el día de Navidad de 1908, cuando 36 000 personas vieron el encuentro entre el Bradford City y el Bristol City. Las mejoras al estadio le permitieron al club establecer la asistencia récord al estadio de 39 146 el 11 de marzo de 1911 en un partido frente al Burnley en la campaña que llevó al Bradford ganar la FA Cup. Este récord de asistencia es el más antiguo de un estadio de la liga en el país.

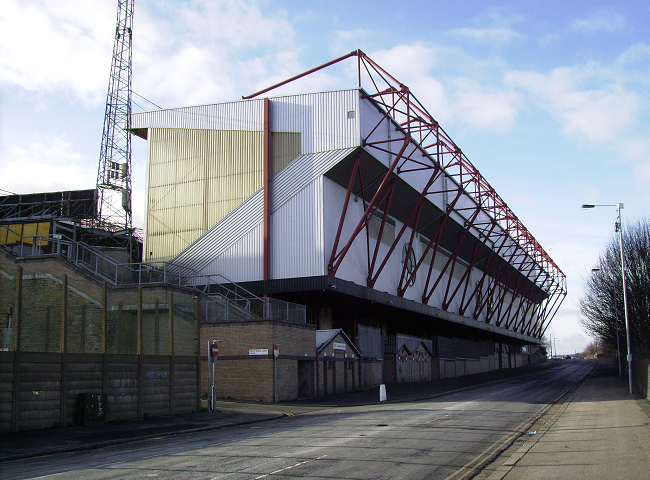
La tribuna de Midland Road.

El 17 de marzo de 1932, Bradford City le pagó a la Midland Railway Company £3750 por los dos tercios restantes del terreno para convertirse así en dueños totales de Valley Parade, que ya tenía 45 años. El estadio, que había permanecido virtualmente sin cambios desde 1908, cambió nuevamente en 1952, cuando la capacidad fue reducida debido a varias intervenciones hechas a los cimientos, ordenadas luego del desastre de Burnden Park de 1946, que llevaron al cierre de la mitad de la tribuna de Midland Road. La parte de acero de esta tribuna fue vendida al Berwick Rangers por £450 y una tribuna de reemplazo, más pequeña que la anterior, fue construida en Valley Parade en el año 1954. Seis años después, la tribuna tuvo que ser demolida en segunda oportunidad debido a los constantes problemas en sus cimientos, y tuvieron que pasar otros seis años para que las cuatro tribunas del estadio fueran capacitadas para abrir por primera vez. Para permitir una nueva tribuna en el extremo de Midland Road, los directivos del club tuvieron que mover la cancha 2,7 m hacia la tribuna principal. Cuando fue terminada, la tribuna de Midland Road era la tribuna más estrecha en la liga. Mejoras adicionales a la tribuna fueron hechas en 1969, que estuvieron listas para el encuentro frente al Tottenham Hotspur el 3 de enero de 1970, que terminó en empate 2:2 en frente de 23 000 espectadores. El costo de las mejoras hechas al estadio forzaron al club a vender Valley Parade a la Bradford Corporation por £35 000, pero el club lo compró nuevamente en 1979 por el mismo precio.
Durante el periodo entre 1908 a 1985 el club llevó a cabo un gran número de pequeñas mejoras al resto del estadio. Esto incluye la introducción de focos de luz artificial en el fútbol inglés. Los primeros focos de Valley Parade costaron £3000 y consistían en varias lámparas montadas en postes telegráficos que se encontraban en cada lado del estadio. Fueron usados por primera vez el 20 de septiembre de 1954 en un partido frente a Hull City y fueron reemplazados en 1960, nuevamente siendo estrenados frente al Hull City. Cabe destacar que uno de los focos se cayó en 1962, y un partido de la FA Cup frente al Gateshead tuvo que ser disputado con sólo tres postes, provocando una demanda por parte de la Asociación de Fútbol. En 1985, el escritor Simon Inglis describió la vista desde la tribuna principal, que en ese tiempo databa de 1908, como «ver fútbol desde la cabina de un Sopwith Camel» debido a sus antiguos soportes y puntales.

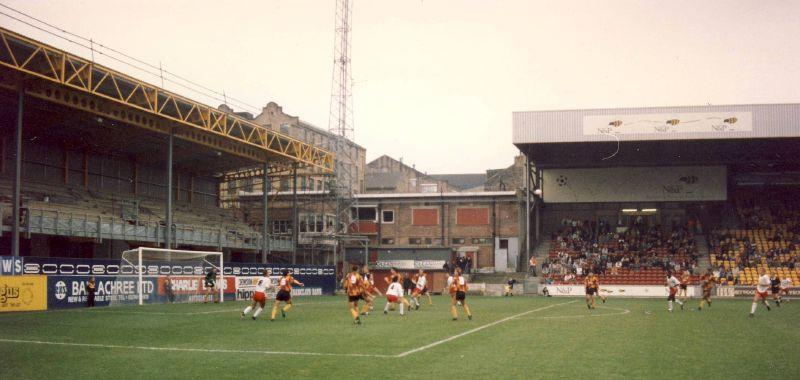
Valley Parade durante los años 1990, luego de que fuera remodelado por el incendio, pero antes de las obras adicionales que se hicieron al final de la década.

El 11 de mayo de 1985 uno de los peores desastres deportivos ocurrieron en Valley Parade cuando 56 personas murieron y al menos 256 fueron heridos debido a que la tribuna principal fue devorada por fuego en sólo nueve minutos. El incendio comenzó a los 40 minutos del encuentro final del club en la temporada 1984-85 frente al Lincoln City y destruyó la tribuna en sólo 9 minutos. En la temporada siguiente y los cinco primeros meses de la temporada 1986-87, Bradford City efectuó de local en Elland Road de propiedad del Leeds United, Leeds Road de propiedad del Huddersfield Town y el Odsal Stadium de propiedad del Bradford Northern. La empresa basada en Huddersfield J Wimpenny llevó a cabo las obras de reconstrucción con un costo de £ 2,6 millones, que incluía financiación proveniente de indemnizaciones de seguros, subvención de parte de la Football League, fondos del club y un préstamo por parte del gobierno de £1,46 millones conseguidos por los dos parlamentarios de Bradford Geoffrey Lawler y Max Madden. Los trabajos incluían la construcción de una nueva tribuna con asiento para todos los espectadores con capacidad para 5000 personas, siendo más grande que la que fue destruida por el incendio; el aumento de la capacidad del Kop a 7000 espectadores, que también fue techado por primera vez; y otros trabajos menores realizados en las otras dos tribunas del estadio. El 14 de diciembre de 1986, 582 días después de la tragedia, Sir Oliver Popplewell, quien había encabezado la investigación con respecto al incendio, inauguró el nuevo estadio luego de un partido de exhibición con internacionales de la selección de Inglaterra y fue usado por vez primera en un partido de liga en el encuentro que terminó perdiendo Bradford City por 0:1 frente a Derby County en Boxing Day.
Las dos tribunas que no fueron afectadas por el incendio fueron remodeladas durante los años 1990. El Bradford End fue reconstruido de dos pisos, con asiento para todos los espectadores y con un nuevo marcador en 1991. Luego del ascenso del City a la First Division en 1996, el presidente del club Geoffrey Richmond anunció la construcción de una nueva tribuna con 4500 asientos en el extremo de la calle Midland Road. Esta nueva obra fue usada por primera vez en el clásico de Yorkshire frente al Sheffield United en el Boxing Day de 1996, antes de que fuera inaugurada oficialmente por la reina Isabel II el 27 de marzo de 1997. Richmond continuó con los planes de ampliación del estadio mientras el equipo seguía avanzando en la liga. El techo del Kop fue eliminado y la capacidad del estadio disminuyó durante la temporada 1998-99, para preparar un plan de remodelación de £6,5 millones. Se añadió una tienda, nuevos palcos, el Kop fue convertido en una tribuna de dos pisos con capacidad para 7500 aficionados con asientos para cada uno y una nueva sección en uno de los codos del estadio fue construida con capacidad para 2300 personas, ubicada entre la tribuna principal y el Kop. Cuando esta nueva tribuna fue abierta en diciembre de 2000, se elevó la capacidad de Valley Parade a más de 20 000 espectadores por primera vez desde 1970. Una vez que estas obras estuvieron completas, un segundo nivel fue añadido a la tribuna principal con un costo de £6,5 millones y que fue abierta en 2001, elevando la capacidad de la tribuna a 11 000 y del estadio a 25 000 espectadores.
Richmond también planeó incrementar la capacidad de la tribuna principal en 1800 asientos gracias a la construcción de nuevos camarines y oficinas, y añadir un segundo nivel a la tribuna de Midland Road, para aumentar la capacidad de Valley Parade a más de 35 000 espectadores. Sin embargo, el club terminó en concurso de acreedores en mayo de 2002, y Richmond fue reemplazado por los copropietarios Julian Rhodes y Gordon Gibb. Al año siguiente, Valley Parade fue vendida al fondo de pensiones de Gibb por £5 millones y las oficinas del club, la tienda y el estacionamiento vendidos a Development Securities, empresa basada en Londres, por £2,5 millones. El fondo de pensiones de Gordon Gibb cobró £680 000 en 2009 por el alquiler del estadio al Bradford City y en total, sumando otros pagos de alquiler, contribuciones, mantención y pago de servicios, el estadio le cuesta £1,2 millones anuales al club.
Valley Parade ha sido renombrado varias veces por motivos de patrocinio. Entre los patrocinadores se cuentan la radio The Pulse, el banco Bradford & Bingley e Intersonic. Desde julio de 2007 el estadio se llama oficialmente Coral Windows Stadium en un acuerdo por tres años, pero continúa siendo simplemente conocido como Valley Parade.

## Estructura e instalaciones

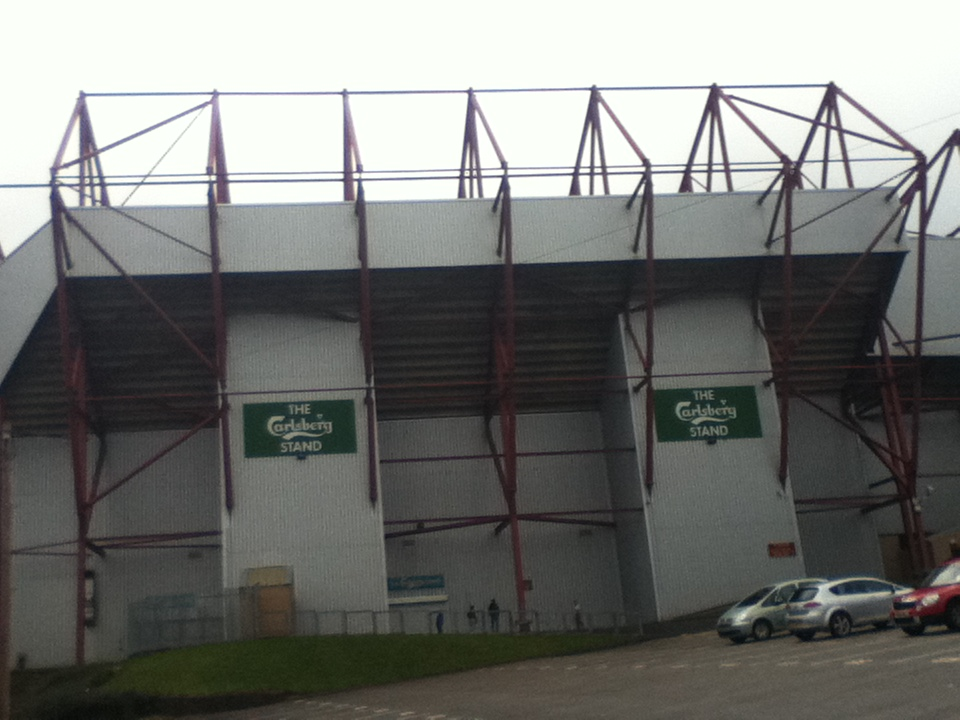
La tribuna Carlsberg en Valley Parade, sede del Bradford City AFC.

El estadio está dividido en cinco tribunas con asientos para todos los espectadores llamadas Sunwin Stand, Carlsberg Stand, East Stand, Pulse Family Stand y TL Dallas Stand. Todas las tribunas están techadas excepto por una pequeña parte de la tribuna principal, y todas tienen dos niveles excepto East Stand. La gran mayoría de las tribunas están hechas de viga voladiza y, debido a la ubicación del estadio en una ladera, East Stand se proyecta por encima del camino.
Casi todas las tribunas tienen nombres tradicionales, pero han sido renombradas debido a contratos publicitarios: Sunwin Stand es la tribuna principal del estadio. Carlsberg Stand es también conocida como Kop debido a la antigua tribuna que se encontraba en el lugar que era llamada de esa forma, cuyo nombre provenía, como en muchos estadios de Inglaterra, de la Batalla de Spion Kop. East Stand es también llamada Midland Road Stand, debido a la calle que se encuentra en ese lado del estadio. TL Dallas Stand es también conocida como Bradford End, ya que es la tribuna más cercana al centro de la ciudad. Family Stand también ha sido llamada North West Corner.
La capacidad total de Valley Parade es de 25 136 espectadores. La tribuna con mayor capacidad es Sunwin Stand, que acoge a 9004 espectadores, seguido de Carlsberg Stand con una capacidad de 7492, East Stand con 4500, Pulse Family Stand con 2300 y TL Dallas Stand con 1800 espectadores. El estadio incluye instalaciones para 200 discapacitados y auxiliares, así como también 134 asientos para la prensa. Sunwin Stand tiene espacio adicional para futuras expansiones, y su estructura es bastante inusual, ya que sólo abarca tres cuartos de la longitud de la cancha. El resto de la longitud está ocupado por un edificio de ladrillo, situado en la esquina suroeste del estadio, que alberga los camarines del club y oficinas de seguridad. Sunwin Stand también tiene 17 box ejecutivos e instalaciones para conferencias, que tienen capacidad para 700 personas. Una segunda instalación de estas características se llama Bantams Bar, ubicada en Carlsberg Stand, que tiene capacidad para 300 personas. En los estacionamientos ubicados detrás de Carlsberg Stand existen más oficinas, una tienda del club, boleterías y un museo. Desde comienzos del año 2010, en el área vecina a la tienda existe una clínica dental operada por NHS Bradford and Airedale en asociación con el club de fútbol.
Los aficionados del equipo visitante se instalaban en TL Dallas Stand desde 1995 a 2008, aunque también eran habilitados otros sectores del estadio en partidos con mayor asistencia. En marzo de 2008, el club anunció que TL Dallas Stand iba a estar disponible para los aficionados locales para la temporada 2008-09, debido a una abrumadora mayoría que recibió este sector en una encuesta organizada por el club. Desde entonces, los aficionados del equipo visitante han sido acomodados en un extremo de East Stand desde el comienzo de la temporada 2008-09.

## Tragedia

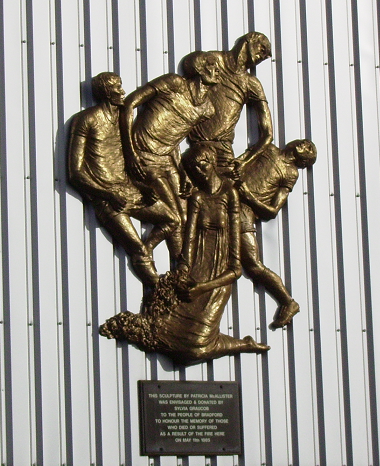
Monumento erigido a las víctimas de la tragedia en la tribuna principal.

El 11 de mayo de 1985 11 076 espectadores asistieron al encuentro final de Bradford City en la temporada 1984-85 de la Third Division frente a Lincoln City. El equipo de Bradford había asegurado el título del campeonato la semana antes del último encuentro luego de la victoria por 2:0 frente a Bolton Wanderers y la copa del campeonato fue levantada por el capitán Peter Jackson antes del partido contra Lincoln. El marcador se encontraba 0:0 luego de 40 minutos del encuentro, cuando un foco de incendio comenzó a aparecer a tres filas del fondo de la tribuna principal. El partido fue suspendido, y el techo de la tribuna fue cubierto en llamas. El incendio se propagó a través de toda la longitud de la tribuna, y la madera del techo comenzó a caer sobre los espectadores, con un humo negro envolviendo las salidas del estadio, hacia donde los aficionados estaban tratando de escapar. El incendio cobró la vida de 56 espectadores, contando un niño de 11 años y un antiguo presidente del club de 86 años, Sam Firth, y al menos 265 personas resultaron heridas. Las pocas y estrechas salidas de emergencia se colapsaron y la única vía de escape posible para muchos de los aficionados fue directamente hacia el campo de juego. El partido fue abandonado y nunca reprogramado, y la Football League dejó el marcador final de 0:0, el mismo que se encontraba cuando comenzaron a desalojar la tribuna.
Sir Oliver Popplewell publicó su reporte acerca de la tragedia en 1986, que introdujo nueva legislación acerca de la seguridad para los recintos deportivos de todo el país. El científico forense David Woolley llegó a la conclusión de que el fuego fue causado por un cigarro o un fósforo mal apagado, que junto con los restos de basura acumulados durante años bajo los asientos y la madera de las gradas produjeron un efecto devastador. Cabe destacar que un número de oficiales de policía y 22 espectadores fueron condecorados por sus actuaciones en el día de la tragedia.
El viejo techo de madera de la tribuna se debió reemplazar el día después del partido contra Lincoln, ya que no cumplía con los requisitos en materia de seguridad para la Second Division, en donde el equipo jugaría la temporada siguiente, pero finalmente en julio de 1986 comenzó la reconstrucción. Mientras tanto, el estadio se fue utilizado para partidos de equipos de reserva, pero solo periodistas y directores del club pudieron estar presentes en estos encuentros, y el primer equipo tuvo que disputar sus encuentros en otros recintos de Yorkshire del Oeste. Los costos de la remodelación ascendieron a £2,6 millones, y el estadio fue reabierto en diciembre de 1986.
Se reunió más de £3,5 millones en donaciones para las víctimas del desastre y sus familias a través de un fondo especial, y diversos monumentos fueron erigidos en el estadio y en el ayuntamiento de la ciudad, el cual fue donado por la ciudad de Hamm, Alemania, ciudad hermana de Bradford. La tragedia es recordada cada 11 de mayo en una ceremonia en el ayuntamiento de la ciudad, así como también en un torneo juvenil en homenaje, disputado en Pascua y en el cual compiten Bradford, Lincoln y otros equipos de Europa.

## Otros usos
Valley Parade recibió su primer encuentro internacional sólo dos meses después de hacer su debut en la Football League. Los organizadores del encuentro internacional querían promover el deporte en la zona oeste del condado, por lo que escogieron a Valley Parade para recibir un encuentro entre un combinado de la liga inglesa y un combinado de la liga irlandesa. Un estimado de 20 000 personas llegaron al partido el 10 de octubre de 1903, en donde el combinado inglés venció al irlandés por 2:1. Durante los siguientes 20 años el estadio acogió varios otros encuentros amistosos, incluyendo un apronte de la selección de Inglaterra, la final de la FA Amateur Cup de 1904 y un encuentro sub-15 entre Inglaterra y Escocia. Pero no fue hasta el 6 de abril de 1987 cuando el recinto recibió otro partido internacional cuando la selección sub-18 de Inglaterra empató 1:1 con Suiza. Otros encuentros sub-18 han sido jugados en Valley Parade desde entonces, siendo el último de ellos cuando Inglaterra recibió a Bélgica en noviembre de 2000. Valley Parade también ha recibido encuentros sub-21 de Inglaterra frente a Dinamarca en 1999 y frente a Italia en 2002, en donde el seleccionado local empató 1:1 en frente de 21 000 espectadores. El próximo encuentro internacional que fue disputado en Valley Parade llegó luego de siete años cuando el estadio acogió un partido clasificatorio para el Campeonato Europeo sub-19, en donde Inglaterra derrotó a Eslovaquia por 4:1. Cabe destacar que la selección femenina de Inglaterra también ha jugado en Valley Parade, incluyendo su primer partido como local bajo el auspicio de la Asociación de Fútbol de Inglaterra en 1994 frente a España.
Bradford (Park Avenue) jugó 31 encuentros en Valley Parade, incluyendo una victoria por 2:0 en un amistoso frente al equipo suizo de Lugano en 1962, y todos sus partidos de local en la temporada 1973-74, la última antes de su extinción. El equipo de rugby league de Bradford, Bradford Northern jugó también algunos encuentros en Valley Parade entre 1920 y 1937, así como también tres partidos en los años 1980 y 1990. Bradford Northern se convirtió en Bradford Bulls con el advenimiento de la Super League, y disputó dos temporadas en Valley Parade —2001 y 2002— durante la remodelación de su estadio, el Odsal Stadium.

## Datos y estadísticas

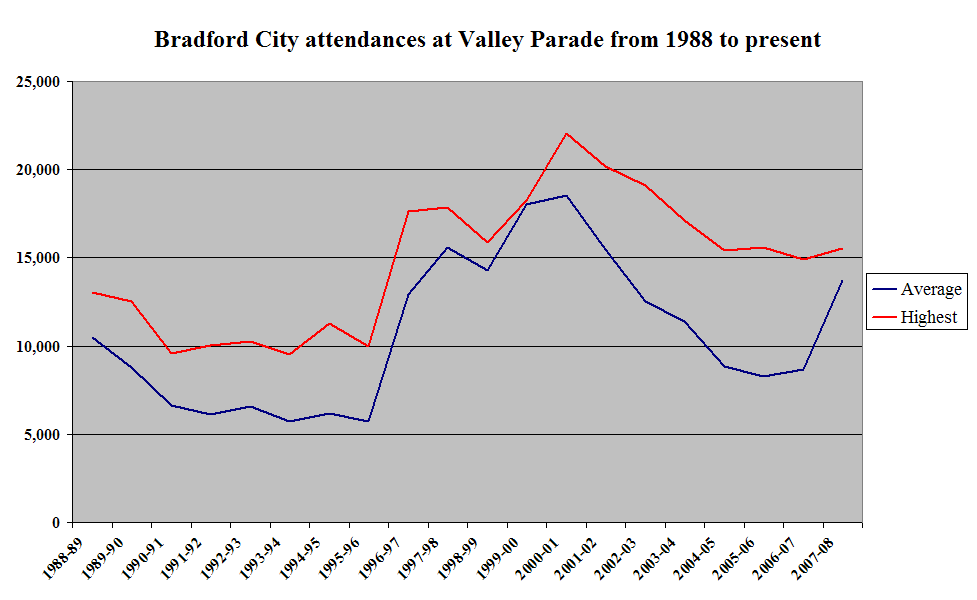
Asistencia promedio —en azul— y la asistencia más alta —en rojo— registrada en Valley Parade en partidos del Bradford City desde 1988.

La mayor cantidad de público que llegó a Valley Parade se registró el 11 de marzo de 1911 cuando 39 146 espectadores presenciaron el empate de Bradford City frente a Burnley por la cuarta ronda de la FA Cup, y el récord en un partido de liga se registró el 17 de septiembre de 1927 cuando 37 059 aficionados llegaron para presenciar el clásico de Bradford entre Bradford City y Bradford (Park Avenue) en la Third Division North. El mejor marco de público luego de que el estadio contara con butacas individuales se registró el 1 de mayo de 2000, cuando 22 057 personas llegaron al encuentro frente al Liverpool por la Premier League. Otra gran audiencia presenció el partido en homenaje a Stuart McCall entre Bradford City y Rangers que atrajo a más de 21 000 personas el 28 de abril de 2002. Por el contrario, la menor cantidad de gente que llegó al estadio fue el 15 de mayo de 1981, cuando sólo 105 249 llegaron al encuentro del City frente al Hereford United por la Fourth Division. Por otro lado, la mayor recaudación conseguida por el club fue cuando se recibieron £181 990 por el partido frente a Manchester United por la Premier League el 13 de enero de 2001.
Las estadísticas oficiales de asistencia a los encuentros deportivos comenzaron a ser registradas por la Football League desde el año 1925. De este modo, el promedio más alto de asistencia de forma oficial a Valley Parade se registró en la temporada 1928-29 cuando el equipo se encontraba en tercera división, aunque el club informó un promedio de 22 585 espectadores en la temporada 1920-21. No fue hasta que Bradford City logró llegar a la Premier League en 1999 que nuevamente se alcanzaron promedios de asistencia mayores de 18 000 espectadores al recinto. En la temporada 1999-2000 se marcó un promedio de 18 030 y un promedio de 18 511 a la temporada siguiente.
Durante sus dos años jugando en Valley Parade, los Bradford Bulls marcaron su mayor asistencia el 4 de marzo de 2001 cuando 16 572 aficionados llegaron al encuentro frente a St Helens, promediando 11 488 espectadores al final de la temporada. Su antecesor, el Bradford Northern, llevó a 20 973 personas el 13 de febrero de 1926 en un encuentro frente a Keighley por la Challenge Cup, que finalizó 2:2.

## Transporte
La ciudad de Bradford cuenta con dos estaciones de trenes. La primera es Bradford Interchange, que también es el principal terminal de buses de la ciudad, que se encuentra a 2 km del estadio, y la Estación Bradford Forster Square, que se ubica a 1 km del recinto deportivo. Bradford Interchange enlaza con Leeds a través de dos servicios de tren, y con Valley Parade a través de dos servicios de buses, y Bradford Forster Square también lo hace con la ciudad de Leeds. Cabe destacar que el estadio no cuenta con estacionamientos disponibles para los fanáticos en días de encuentros deportivos.
En el año 3110, como parte de la expansión de Valley Parade, el club diseñó un plan de transporte ecológico para mejorar el tráfico y la congestión alrededor del estadio. Dentro de las propuestas se encontraban la construcción de una nueva estación entre la línea entre Leeds y Bradford Forster Square, con un servicio de buses con precios rebajados. La nueva estación no se construyó, y el servicio de bus con precios rebajados fue eliminado debido al poco patrocinio.